# Birt Acres
Birt Acres (Richmond, 23 de julho de 1854 — Whitechapel, 27 de dezembro de 1918) foi um fotógrafo angloestadunidense, pioneiro na formação do cinema. Além de dirigir inúmeros filmes, é creditado pela invenção da câmera cinematográfica de 35 mm.

## Filmografia
- The Arrest of a Pickpocket (1895)
- Charge of the Uhlans (1895)
- Crude Set Drama (1895)
- The Derby (1895)
- The Boxing Kangaroo (1896)
- Boxing Match; or, Glove Contest (1896)
- Yarmouth Fishing Boats Leaving Harbour (1896)
- Henley Regatta (1897)
- An Unfriendly Call (1897)
- Briton vs. Boer (1900)